# Carcelén (Quito)
Carcelén ist ein Stadtteil von Quito und eine Parroquia urbana in der Verwaltungszone La Delicia im Kanton Quito der ecuadorianischen Provinz Pichincha. Die Fläche beträgt etwa 10 km². Die Einwohnerzahl lag 2012 bei 55.301, 2019 bei 67.127.

## Lage
Die Parroquia Carcelén liegt im äußersten Nordosten von Quito etwa 15 km nordnordöstlich vom Stadtzentrum auf einer Höhe von 2730 m. Das Verwaltungsgebiet wird im Norden vom Río Villorita begrenzt, im Osten von der Quebrada Carretas. Im Süden verläuft die Verwaltungsgrenze entlang der Fernstraße E28B (Panamericana Norte) und der Avenida Mariscal Sucre, im Westen entlang der Avenida Manuel Córdova Galarza.
Die Parroquia Carcelén grenzt im Norden an die Parroquia Pomasqui, im Osten an die Parroquia Calderón, im Süden an die Parroquias Comité del Pueblo und Ponceano sowie im Westen an die Parroquia El Condado.

## Infrastruktur
Im Verwaltungsgebiet befindet sich das Ende 2011 eröffnete Krankenhaus „Hospital San Francisco de Quito (IESS)“. Bildungseinrichtungen sind das „Colegio Albert Einstein“ und das „Colegio Americano de Quito“ sowie die „Universidad Internacional SEK“. Der Busbahnhof „Terminal Terrestre Carcelén“ befindet sich etwa 500 m südlich der Verwaltungsgrenze in der Parroquia Ponceano.

## Barrios
Die Parroquia Carcelén ist in folgende Barrios gegliedert:
- 29 de Abril
- Alberto Einstein
- Balcón del Norte
- Carcelén Alto
- Carcelén Bajo
- Corazón de Jesús
- La Esperanza
- La Josefina
- Lirios de Carcelén
- Los Mastodontes
- Santo Domingo de Carretas